# 前橋市立桃井小学校
前橋市立桃井小学校（まえばししりつ もものいしょうがっこう）は、群馬県前橋市にある公立小学校。

## 概要
群馬県で最初の小学校「第一番小学厩橋学校」として創立。現在、全市を対象とする言語・情緒の通級指導教室を併設している。

## 沿革
- 明治5年（1872年）11月22日 - 曲輪町107番地の旧前橋藩庁舎に第一番小学校厩橋学校として開校
- 明治6年（1873年）4月 - 十八郷学校開校
- 明治6年（1873年）11月20日 - 十八郷学校が桃井小学校に改称
- 明治7年 (1874年) - 桃井学校の新校舎落成
- 明治17年（1884年） - 厩橋小学校が東群馬第一小学校に改称
- 明治19年（1886年） - 東群馬第一小学校が桃井尋常小学校に改称、東群馬南勢多高等小学校を併置
- 明治23年（1890年） - 厩橋、桃井両尋常小学校を合併して厩橋尋常小学校となる
- 明治26年（1893年） - 桃井尋常小学校に改称
- 明治41年（1908年） - 厩橋西高等学校と合併、桃井尋常高等小学校となる
- 明治43年（1910年） - 南曲輪町（現・大手町）に校舎（旧校舎）落成、運動会を開催
- 大正2年（1913年） - 桃井尋常小学校に改称
- 大正10年(1921年) - 群馬県内初の林間学校を開始
- 昭和16年（1941年） - 桃井国民学校に改称
- 昭和22年（1947年） - 前橋市立桃井小学校に改称
- 昭和28年(1953年) - 校歌『赤城は晴れて』制定
- 昭和32年(1957年) - 中央小学校が開校
- 昭和41年（1966年） - 群馬県内初の言語指導教室を設置
- 昭和46年（1971年） - 群馬県内初の情緒指導教室を設置
- 平成28年（2016年） -  前橋市立中央小学校を統合し、旧中央小学校の場所への移転作業開始
- 平成30年（2018年） -  新校舎の完成に伴い、旧中央小学校の場所から現在地に移転。
- 令和4年 (2022年) - 開校150周年を迎える

## 教育目標

### 基本目標
- 正直に　腹を立てずに　撓まず励め

同校出身者である鈴木貫太郎の遺訓。なお、「撓まず」の本来の読みは「たわまず」だが、「たゆまず」と読み慣わしている。

### 具体目標
- 明るく、思いやりのある子
- よく考え、進んで学ぶ子
- たくましく、ねばり強い子

### 教育方針
1. 共に生き、思いやる心を育成する。
2. 基礎的な知識・技能と考える力を育成する。
3. 強い意志の育成と体力の向上を図る。
4. 特別支援教育の充実を図る。
5. 桃井小のよき校風を引き継ぎ、開かれた学校経営を推進する。

## 所在地
前橋市表町一丁目22番33号

## 学区区域
設立当初の学区は桑町、竪町、連雀町、紺屋町、榎町、本町、横山町、相生町、神明町、曲輪町、北曲輪町、柳町、南曲輪町、石川町、田町、堀川町、田中町、紅雲分、前代田、宗甫分の17町3大字であったが、その後の学区再編や住居表示による町名変更により、現在の学区は下記の16町となっている。
- 大手町一丁目[3]
- 大手町二丁目
- 大手町三丁目
- 千代田町一丁目
- 本町一丁目
- 紅雲町一丁目
- 紅雲町二丁目
- 南町一丁目
- 本町二丁目（旧中央小学校区）
- 表町一丁目（旧中央小学校区）
- 表町二丁目（旧中央小学校区）
- 千代田町二丁目（旧中央小学校区）
- 千代田町三丁目（旧中央小学校区）
- 千代田町四丁目（旧中央小学校区）
- 千代田町五丁目（旧中央小学校区）
- 南町三丁目（旧中央小学校区）

## 学区 / 校区内の主な施設
- 群馬県庁
- 前橋市役所
- 前橋市立図書館
- 前橋市立第一中学校
- 前橋女子高校
- 社会保険 群馬中央総合病院
- JR前橋駅
- 前橋市民文化会館(昌賢学園ホール)

## 主な出身者
- 鈴木貫太郎（厩橋学校時代）
- 宮崎岳志
- 糸井重里